# Angyal híd

Az Angyal híd az esztergomi Duna-szakasz Prímás-szigeti mellékágának a hídja. Az öt Kis-Duna-híd közül a legdélebbi, ami a város külterületén található. A nagyközönség előtt zárva van, kizárólag a vízmű üzemi céljait szolgálja. Bár eredetileg nem ezt a hídat nevezték Angyal hídnak, sőt ma sem ezt nevezik így.
Már a 19. század első felében is volt egy fából készült híd. Jelentések szerint ezt az 1830-as, és az 1838-as árvíz során is megrongálta a rohanó ár. Magyary Szulpicz Ferenc 1877-ben kiadott, Esztergom a tatárjárás korában című könyvében megemlíti a hidat, mely a szerző korában is állt. Magyary Szulpic a következőképp tesz említést a hídról: "Szent Pál hídján a mely körülbelül a mai Duna utcza végén levő új híd helyén állott, áthaladva a nemzetek apostoláról szt. Pálnak nevezett helységet találnók a szérűk helyén (Villa Sti Pauli) , a melynek határa a táthi országút és a kis Duna között egész a Partospatakig terjedt, a melyen most az Angyalhíd vezet keresztül. A patak innenső partján a Kis Duna felé egy széles út húzódott a melyen a nyájakat itatni terelgették..." Majd a szöveg folytatásában a patak túlsó oldalán levő Szentkirályról tesz említést a szerző. Nos, ez egyértelművé teszi hogy az Angyal híd nem a Duna szakasz Prímás-szigeti mellékágán volt hanem a ma is ott a Dunába ömlő patak felett állt. Jelenleg a patak fölött átvezető út egy betonhídon halad át. Tehát valójában eme betonhíd az Angyalhíd.

## Galéria

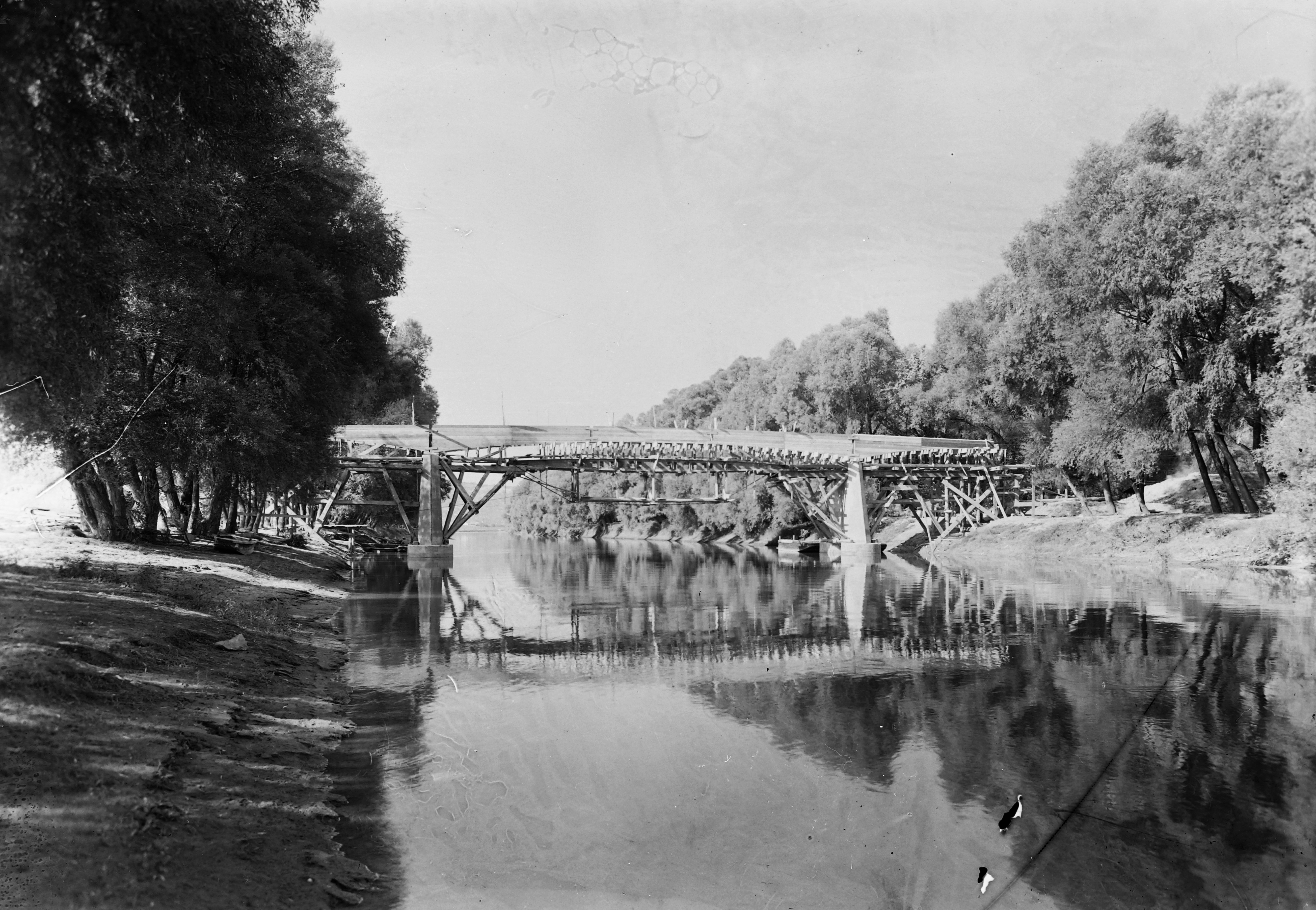
Kis-Duna, az Angyal híd építése, 1950. Fortepan ID 91384
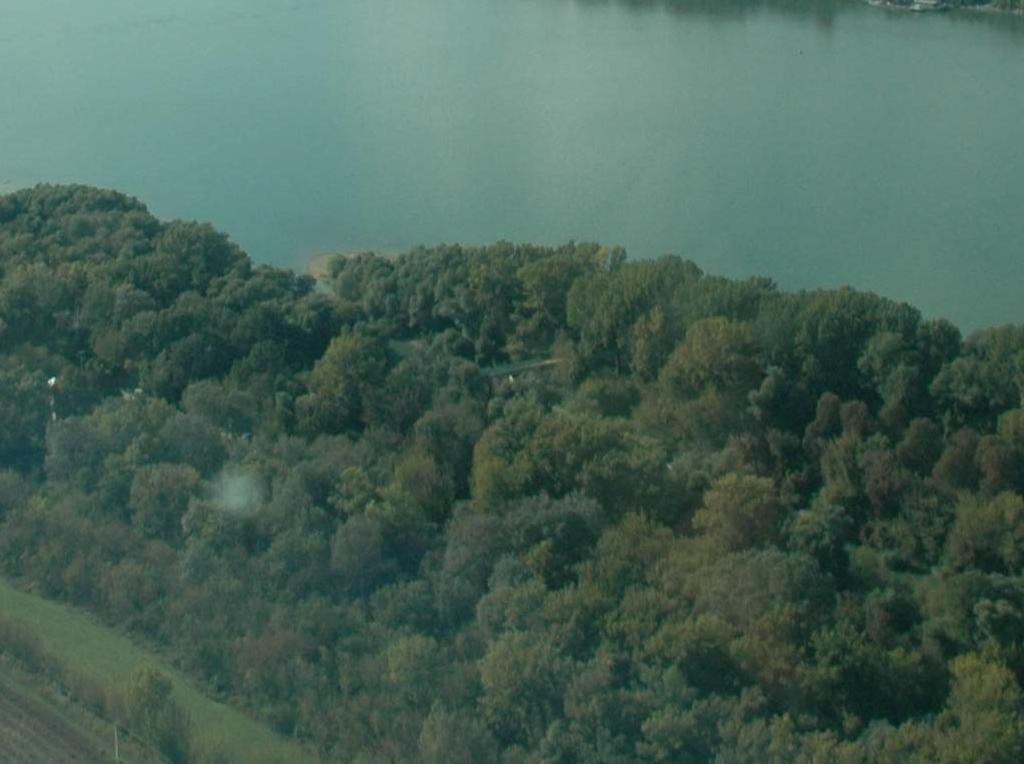
A híd a fák között, a sziget végében